# Завид Неревинич
Завид Неревинич (Неверонич) — новгородский посадник в 1175—1176, 1177—1180 и 1184—1186 гг.

## Посадничество
В 1175 г. Завид становится Новгородским посадником после Жирослава, когда Новгородским князем стал Мстислав Ростиславич. Приход к власти в Новгороде князя Ярослава Мстиславича (1176—1177) был несовместимым с посадничеством Завида. Повторно посадником он стал, когда на Новгородский стол вернулся князь Мстислав Ростиславич. Со смертью Мстислава Ростиславича в 1180 г. Завид теряет должность, посадником становится Михалко Степанич.
В 1184 г. новым Новгородским князем становится Мстислав Давыдович и на посадника приглашается Завид Неревинич. Однако политическая ситуация в Новгороде вынудила Завида уйти в 1186 г. к Давыду Ростиславичу в город Смоленск. Следующим посадником стал Михалко Степанич.

## Семья

Новгородцы сбрасывают с моста посадника Неревина (sic), 1186 год. Иллюстрация из рукописи XVI века

Предполагается, что боярин Неревин мог быть отцом Завида Неревинича. Согласно летописи, боярин Неревин в 1167 г. был убит новгородцами вместе с посадником Захарией и биричем Несдой. Ещё упоминается брат Завида, Гаврила Неревинич, которого убили и сбросили с моста после побега его брата в Смоленск.
1. Неревин
  1. Завид Неревинич
  2. Гаврила Неревинич